# Mouvement d'action sociale
Le Mouvement d'action sociale (2008-2016), parfois dénommé par son abréviation, le MAS, était un groupuscule nationaliste-révolutionnaire et néo-solidariste français, parfois qualifié de néofasciste. Malgré sa dissolution, sa radio Méridien Zéro est toujours en activité. 

## Historique
En 2008, des militants originaires d'Unité radicale, un groupe dissous après un attentat manqué contre Jacques Chirac, ayant rejoint Jeunesses Identitaires, mais déçus par son virage idéologique, créent Pro Patria, mouvement qui s'auto dissout en 2009. 
En 2010, d'anciens membres de Pro Patria créent le Mouvement d'action sociale, un groupuscule aux effectifs mouvants mais ne rassemblant jamais plus de 15 personnes. Selon Jean-Yves Camus, « leur spécialité est de soutenir les luttes sociales, environnementales et contre le logement précaire, pour ne pas laisser ce terrain à l’extrême-gauche. ».
Le logo du groupe représente une fourmi, symbole pour eux du naturel et de l'organique, mais aussi de leur mode d'action qu'ils comparent à un « travail de fourmi ».
En 2011, à Paris, les militants du MAS collent des affiches contre les «banksters». La même année, toujours à Paris, ils se joignent à la version française du mouvement des indignés.
Le 22 janvier 2011, Frédérique Larocque, l'un des porte parole du mouvement, s'exprime devant la section Vox Populi de Tours à l’occasion de la marche pour la fierté tourangelle.

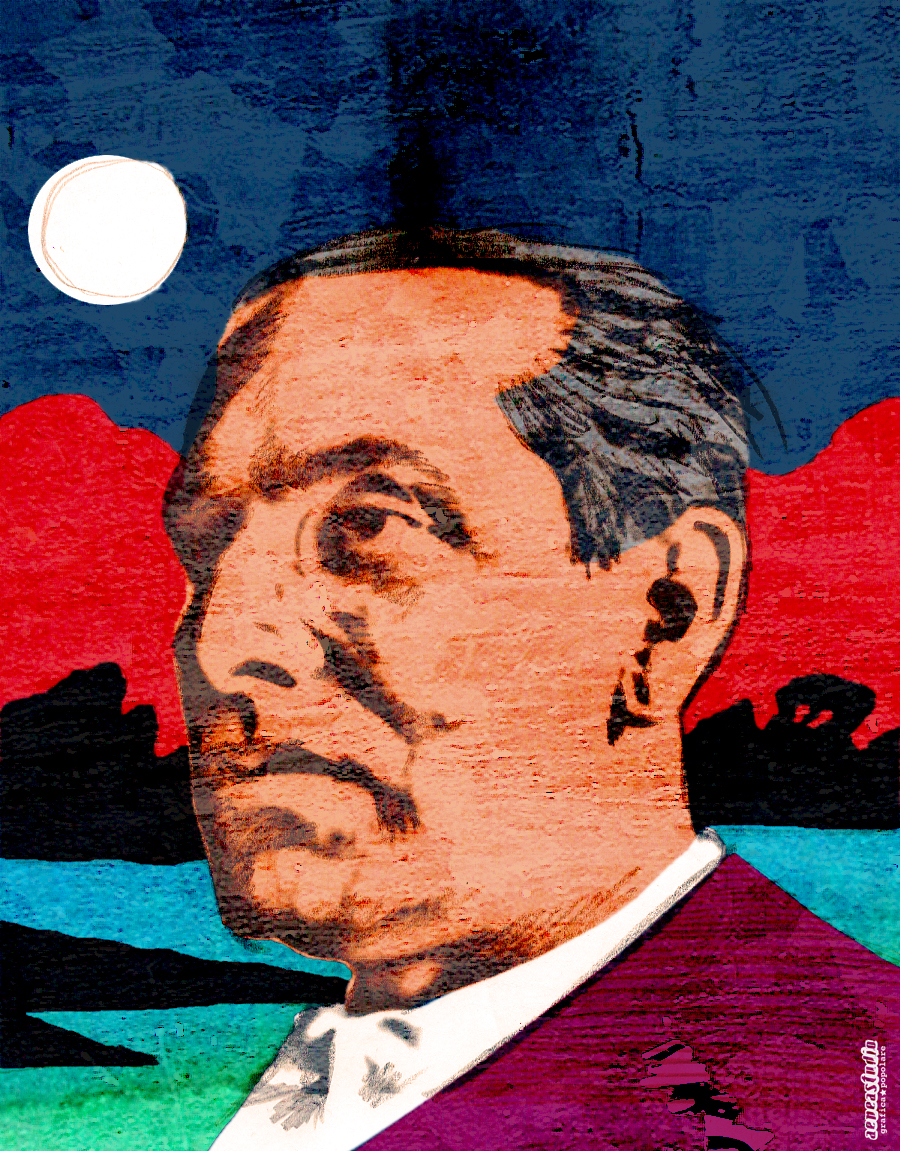
Julius Evola. Vue d'artiste, aeneastudio.

Le 12 février 2011, Arnaud de Robert, porte-parole lui aussi, se rend aux rencontres des identitaires de Coloma, initié par la section Wallonne de Terre et Peuple. 
En 2011, le MAS publie un album intitulé Force et honneur, ces 30 batailles qui ont fait la France et l'Europe dans une tentative de se rapprocher des milieux de la défense. Plusieurs personnalités de l'extrême droite y contribuent, à l'instar de Roger Holeindre (cofondateur du FN), Alexis Arette, Philippe Conrad (président de l'Institut Illiade), Robert Steuckers (ancien cadre du GRECE), Pierre Vial (président de Terre et Peuple),ou encore Alain Sanders (journaliste de Présent et cadre de Chrétienté-solidarité). 
En avril 2014, le MAS participe aux manifestations Jour de colère à Lille, où il rassemble une quarantaine de sympathisants derrière sa banderole demandant « Une autre Europe ». 

À partir d'octobre 2014, ils tentent de s'implanter dans la plupart des Zones à défendre, dont la ZAD du Testet, fondée en opposition à la construction du barrage de Sivens et collent des affiches proclamant « Non au barrage de Sivens, ne laissons pas le profit détruire la nature ! »,,. Le politologue Jean-Yves Camus pense qu'ils sont probablement sincères dans leur opposition au barrage, l'extrême droite ayant assimilé les thèmes écologiques depuis les années 70 : « Pour eux l’écologie c’est la défense de la nature : ils considèrent qu’elle obéit à des lois immuables auxquelles on ne peut pas déroger. Cela vaut aussi dans le domaine social, le genre, etc. ». 

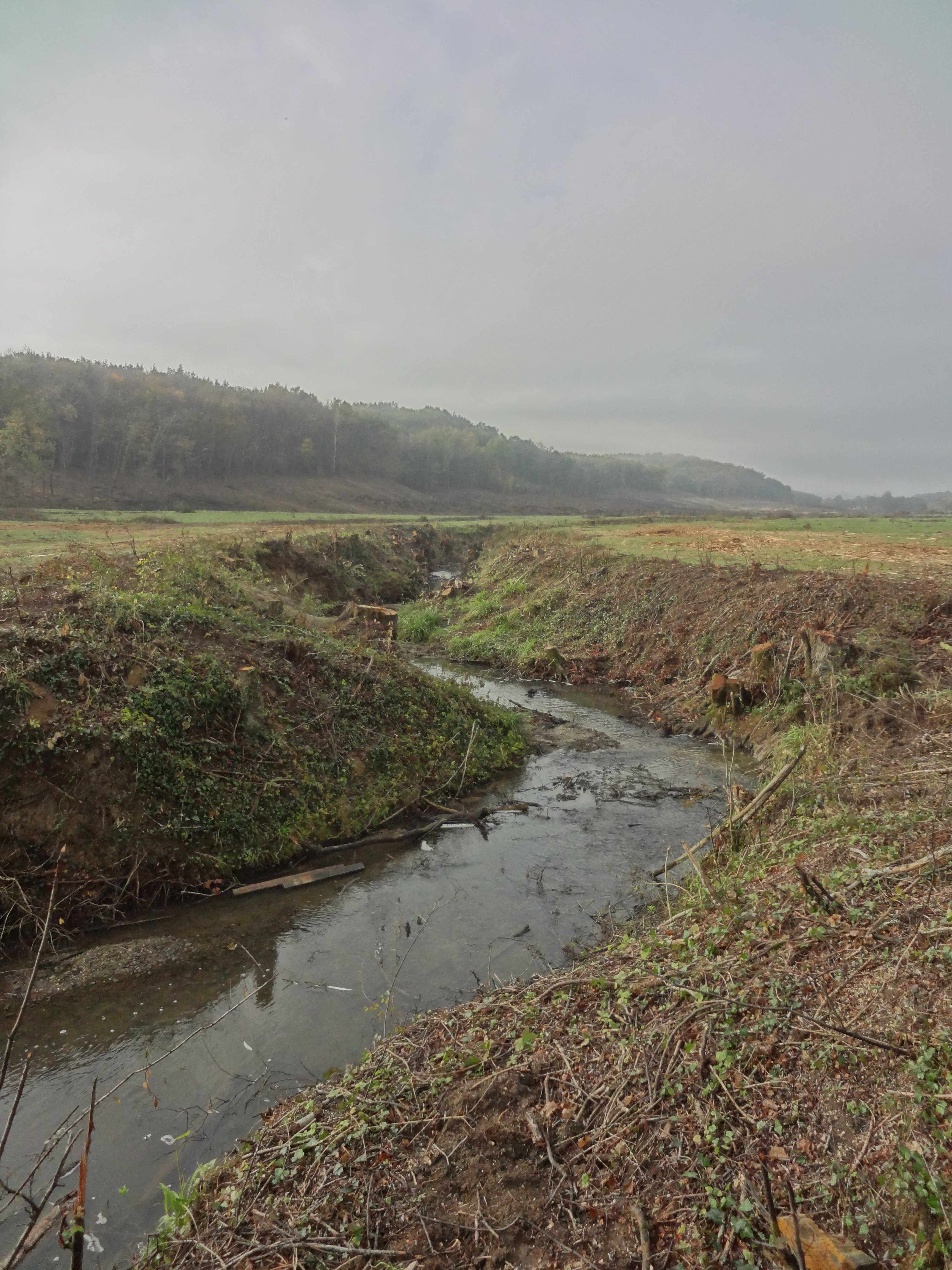
Ripisylve dévastée, sur le site de construction du barrage de Sivens.

Le 22 novembre 2014, à Nanterre, le MAS participe au meeting Réveil des nations, aux côtés des mouvements français Groupe union défense et Synthèse nationale mais aussi du parti grec Aube dorée et de sa section chypriote le Front populaire national, du Mouvement social républicain espagnol, des belges du Mouvement Nation et des italiens de CasaPound. 
En décembre 2015, à Calais, le MAS porte son soutien au collectif des Calaisiens en colère,, à l'occasion d'une manifestation pour le démantèlement de la jungle de Calais. 
Le 21 juin 2016, Arnaud de Robert annonce la dissolution sur la page Facebook du mouvement.

## Idéologie
Le Mouvement d'action sociale, dit s'inspirer de la pensée de Julius Evola et se définit comme néo-solidariste et écologiste,. Il a pour slogan « social, national et radical »et adopte la fourmi pour symbole,,.
Ses militants déclarent s’inspirer librement du mouvement italien CasaPound, sans chercher à le copier,,,.

A l'instar de CasaPound, les militants du MAS, ont parfois des positions différentes des autres mouvements nationalistes.  Notamment ils considèrent la Russie de Vladimir Poutine comme impérialiste et rejettent l’Eurasisme au profit d'un nationalisme européen. Tout comme leur modèle italien, ils défendent une position pro-Ukraine, dans le contexte de la crise de Crimée, d'avril-mars 2014,.

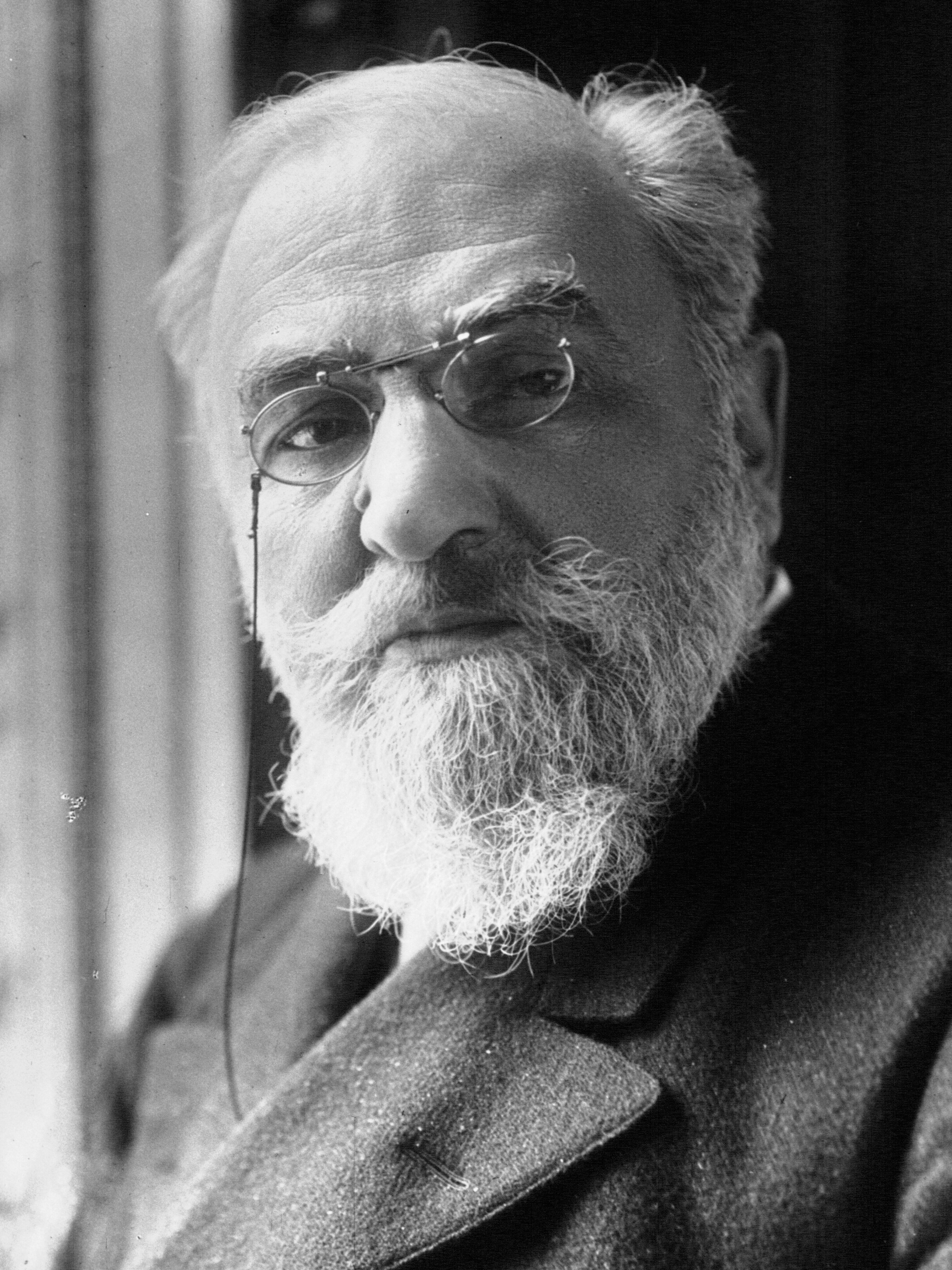
Léon Bourgeois, l'un des théoricien français du solidarisme, en 1917

Aussi ils sont opposés à l'islamophobie, mais n'en reste pas moins profondément anti-immigration.
Le Mouvement d'action sociale entretient des liens avec le Groupe Union défense, Terre et Peuple, le Mouvement Nation et les militants lillois du Cercle Non Conforme. Selon Jean-Yves Camus, le MAS serait également "très proche" des Antigones (mouvement d'extrême droite opposé aux Femen et lié au Bloc identitaire).
Il n'a jamais eu de revue mais se réfère fréquemment à la revue national-bolchevique, Rébellion et à la revue Réfléchir et agir, ainsi qu'au site internet Zentropa.info,,.

## Le réseau MAS
En septembre 2012, la section la plus active du Mouvement d'action sociale se situe à Toulouse.
Critiquant le centralisme du Front National ainsi que d'autres mouvements nationalistes révolutionnaires, et s'inspirant des formes de militantisme développées par les identitaires mais aussi par les Verts avant qu'ils ne deviennent Europe Écologie Les Verts, le MAS se donne pour stratégie de construire un réseau de structures diverses. Parmi ses structures, on peut citer Solidarité Populaire, gérée par Gérard Vauban, une association d'aide aux sans abris, qui organise des maraudes,  ainsi que Nature et terroir,. La webradio Méridien Zéro revendique de son côté un travail en réseau avec des associations telles que le groupe Trace, un groupe de marche ; le Cercle Georges Sorel, un groupe donnant des conférences, le ciné-club Les écrans dissidents, le club de combat La Baffe lutécienne, ou encore les éditions Némésis.

### Méridien Zéro, une web radio active après la dissolution
Méridien Zéro est créée le 4 avril 2010, en tant qu'émission francophone de Radio Bandiera Nera,, créée elle-même le 29 juillet 2007 et proche du mouvement italien CasaPound,,.
Elle subit un incendie en 2014. Elle est toujours active en 2017

## Avis et critiques
Le politologue Jean-Yves Camus, qualifie le MAS d'« objet politique mal identifié » situé « au croisement du nationalisme-révolutionnaire et de la Nouvelle droite » qui se limita à « quelques dizaines de militants ».
Le politologue Nicolas Lebourg, qualifie la ligne politique du Mouvement d'action sociale de « néo-nazie de gauche ». Ligne qui est, selon lui, contrairement à en Allemagne ou en Italie, très difficile à tenir en France et ce, en raison de « différence sociologique du milieu militant ».